# Náblusz kormányzóság
Náblusz kormányzóság (arabul محافظة نابلس [Muḥāfaẓat Nāblus]) Palesztina tizenhat kormányzóságának egyike. Ciszjordánia északi részén fekszik. Északon Dzsenín kormányzóság, északkeleten Túbász kormányzóság, délkeleten Jerikó kormányzóság, délen Rámalláh és el-Bíra kormányzóság, délnyugaton Szalfít kormányzóság, nyugaton Kalkílija kormányzóság, északnyugaton pedig Túlkarm kormányzóság határolja. Központja Náblusz városa. Területe 605 km², népessége pedig a 2007-es népszámlálás adatai szerint 320 830 fő.